# Papalioune Dieng
Papalioune Dieng, de son vrai nom Papa Alioune Dieng, né à Saint-Louis, est photographe, scénariste, réalisateur et producteur de cinéma sénégalais.

## Biographie
Papalioune Dieng est né à Saint-Louis du Sénégal et a grandi à Dakar. Il a étudié les arts audiovisuels à l'Ecole Supérieure des Métiers de l'Audiovisuel (ESMA) et au Mediacentre à Dakar. Il a d'abord travaillé comme photographe de plateau et assistant réalisateur notamment avec Bouna Médoune Seye, avant de se tourner vers la réalisation. Il commence par le documentaire Bukki Teuf, Hommage aux pionniers du Laboratoire Agit'Art, (60mn) sorti en novembre 2023. 
Le 2 juillet 2025, il présente au Musée des Civilisations noires de Dakar le documentaire Ejo Tey, Teranga au pays des mille collines. Dans ce film documentaire autoproduit, il part à la rencontre des Sénégalais qui ont vécu et travaillé sur la tragédie du Génocide de 1994 perpétré contre les Tutsi au Rwanda, et des Rwandais ayant des liens avec le Sénégal, à Dakar, à Murambi, à Bissessero, sur les bords du Lac Kivu, à Toubab Dialao et à Kigali. Au fil de son périple, les liens entre le Rwanda et le Sénégal apparaissent, nombreux et solides, à bien des égards.

### Bukki Teuf
Durant la Biennale des arts de Dakar, Papalioune Dieng projette en off ce documentaire avec au centre Bouna Medoune Seye, Joe Oukam et les acteurs du Dakar culturel qui ont créé le Laboratoire Agit'Art. Ce mouvement, né dans les années post-indépendance, a profondément influencé l’art et la culture sénégalaise, et continue d’inspirer les nouvelles générations.
Le documentaire, fruit de plusieurs années de travail, révèle des moments d’intimité et de création capturés par Papalioune Dieng. En explorant l’héritage de Bouna Medoune Seye, il met en lumière l’impact durable du Laboratoire Agit’Art et de ses pionniers sur la vie culturelle de Dakar.

### Ejo Tey, Teranga au pays des mille collines
Ce documentaire explore les liens historiques et culturels entre le Rwanda et le Sénégal, notamment à travers le prisme du génocide de 1994 perpétré contre les Tutsi au Rwanda et de la reconstruction post génocide. Le film, réalisé et autoproduit par Papalioune Dieng, montre la "Téranga sénégalaise" (hospitalité) au Rwanda et les liens qui unissent les deux pays
Papalioune Dieng choisit pour ce documentaire Abdarahmane Ngaïdé, historien des conflits ethniques en Afrique, enseignant-chercheur à l'Université Cheikh Anta Diop de Dakar pour aller dans des lieux emblématiques pour s'y entretenir avec les différents protagonistes du film parmi lesquels des diplomates, des artistes, des juristes et journalistes ainsi que des chercheurs. On note parmi eux l'écrivain Boubacar Boris Diop, Adama Dieng, Juriste et Greffier du Tribunal pénal international pour le Rwanda, Yacine Mar Diop la veuve du Capitaine Mbaye Diagne, le chanteur sénégalais Omar Pène, Dr. Emile Rwamasirabo, ancien recteur de l’Université du Rwanda, Alice Karekezi, Avocate, Fondatrice du Centre de gestion des conflits de l'Université du Rwanda, Philonilla Uwamariya Thiam, pédiatre, résidente au Sénégal depuis 1973, Fodé Ndiaye ancien Coordonnateur résident des Nations Unies au Rwanda, entre autres.
Pour expliquer ce film de par son titre Ejo Tey, Papalioune Dieng utilise ces mots :« EJO veut dire à la fois hier et demain en kinyarwanda, et TEY en wolof veut dire aujourd’hui. Hier, il y a eu le Génocide de 1994 perpétré contre les Tutsi au Rwanda et les Sénégalais ont humainement été au côté du peuple rwandais. Aujourd’hui, la réparation et la reconstruction par la diplomatie, la culture,  l'accueil, là aussi le Sénégal a été au côté de ce pays pourtant si éloigné. Enfin, demain, une intégration africaine à l’image de ce que le Sénégal et le Rwanda ont pu tisser. »